# Museo di Djémila
Il Museo di Djémila è un museo archeologico localizzato ad Djémila, in Algeria.

## Descrizione
Il museo, che si trova all'interno dell'area archeologica dell'antica città romana di Cuicul, espone i reperti qui ritrovati durante gli scavi; di particolare pregio sono i mosaici romani, tra cui quello chiamato "La legenda di Dioniso".